# Pacheco Pass AVA
Pacheco Pass AVA (anerkannt seit dem 12. März 1984) ist ein Weinbaugebiet im US-Bundesstaat Kalifornien. Das Gebiet liegt in den Verwaltungsgebieten von Santa Clara County und San Benito County. Die Region ist Teil der übergeordneten Central Coast AVA und San Francisco Bay AVA. Der Pacheco Pass ist ein 24 km langer Korridor mit der San Francisco Bay Area im Westen und dem San Joaquin Valley im Osten.
Die California State Route 152 führt mitten durch das Weinbaugebiet. Pacheco Pass erhielt den Status einer American Viticultural Area auf Initiative der Familie Zanger, die bis heute das einzige Weingut der Region, die Zanger Vineyards betreibt.